# Tall Dżurdżi
Tall Dżurdżi (arab. تل جرجي) – wieś w Syrii, w muhafazie Aleppo. W 2004 roku liczyła 689 mieszkańców.